# 卡洛斯·阿歷山大·蘇沙·施華
卡拿奧（Carlão），全名為卡洛斯·阿歷山大·蘇沙·施華（Carlos Alexandre de Souza Silva；1986年8月1日—），生于里約熱內盧，巴西职业足球运动员，现效力于日本職業足球联赛球会鹿島鹿角。
2008年4月28日，他與巴乙球會卡希亞斯簽署了3個月合約。
2009年2月11日，他加盟葡萄牙足球甲級聯賽球會雷利亞體育會。並攻入12球，其中4球是在2008-09下半個賽季攻入的。
2010年12月下旬，他被賣給了鹿島鹿角。

## 連結
- Profile at Portuguese Liga（页面存档备份，存于） （葡萄牙文）
- Profile at CBF[永久] （葡萄牙文）
- Official Site